# موريس سيلفرمان
موريس سيلفرمان (بالإنجليزية: Morris Silverman)‏ هو رائد أعمال أمريكي، ولد في 23 مايو 1912 في تروي في الولايات المتحدة، وتوفي في 26 يناير 2006 في مانهاتن في الولايات المتحدة.